# Campagne de Danture
Guerre cingalaise-portugaise
La campagne de Danture est une série d'affrontements entre les Portugais et le royaume de Kandy en 1594, lors de la guerre cinghalo-portugaise. Elle est considérée comme un tournant de la résistance indigène à l'expansion portugaise. Pour la première fois au Sri Lanka, une armée portugaise a été complètement anéantie, alors qu'elle était sur le point de conquérir la totalité de l'île. Forte de 20 000 hommes commandés par le gouverneur Pedro Lopes de Sousa, elle a envahi Kandy le 5 juillet 1594. Après trois mois, sévèrement diminuée par la guérilla et des désertions massives, ce qui restait de l'armée portugaise a été écrasé à Danture par les Kandyens du roi Vimaladharmasuriya Ier. Cette victoire a fait du royaume de Kandy une puissance militaire majeure : il a réussi à rester indépendant jusqu'en 1815, malgré les attaques successives des colonisateurs portugais, néerlandais et britanniques.

## Contexte

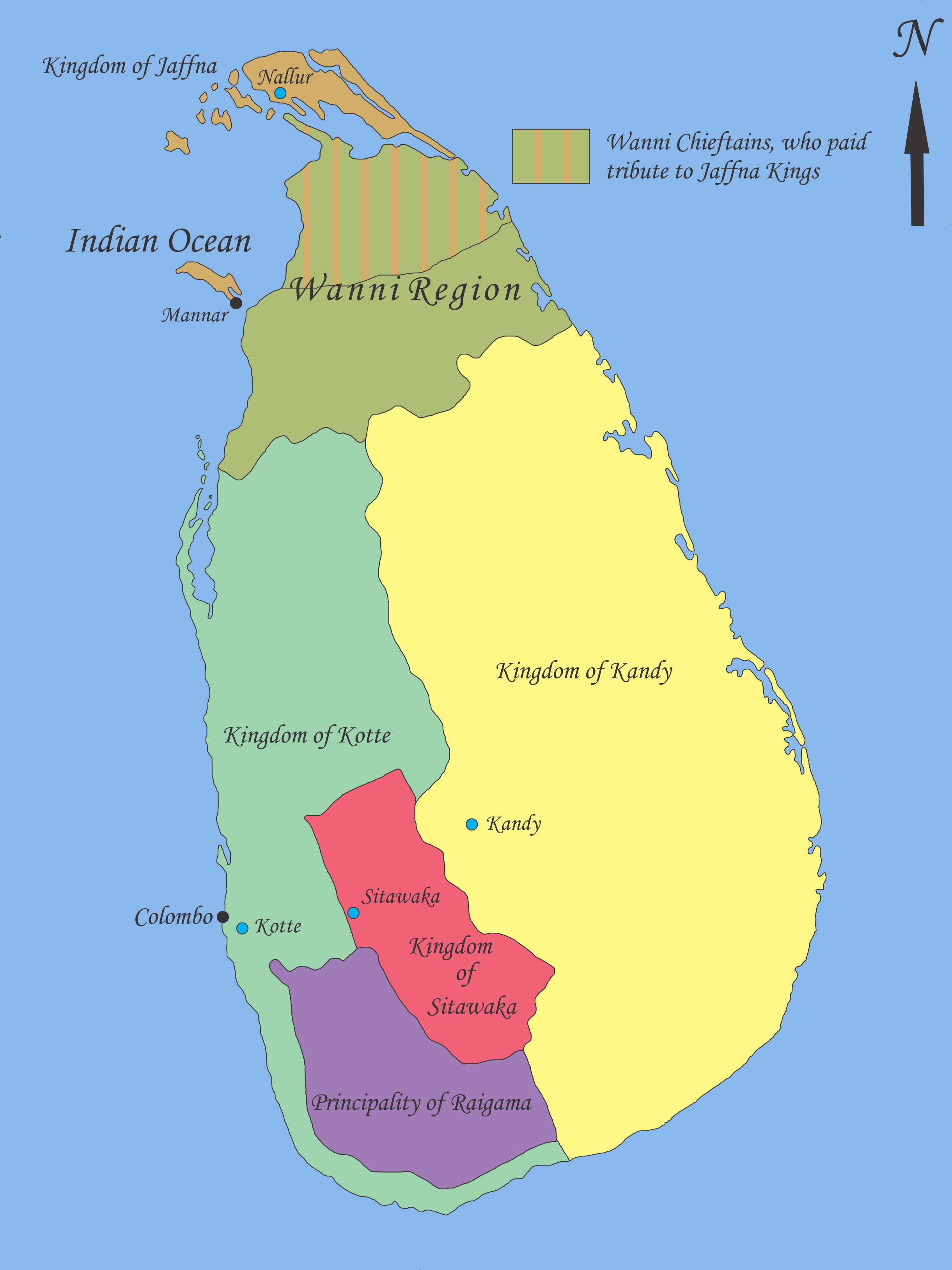
Carte politique du Sri Lanka après le sac de Vijayabahu (1521). En 1538, le royaume de Sitawaka a annexé la principauté de Raigama et s'est emparé progressivement des territoires du royaume de Kotte.

Au moment de la mort du roi Mayadunne en 1581, le royaume de Sitawaka contrôlait presque toutes les basses terres du Sri Lanka à l'exception d'une étroite bande de terre sur la côte ouest, dominée par le roi Dom João Dharmapala sous la protection des Portugais. Après la mort de Mayadunne, son fils Tikiri Bandara lui a succédé sur le trône sous le nom de Rajasinha Ier, ou Sitawaka Rajasinghe.
Sitawaka Rajasinghe s'est intéressé au royaume de Kandy du roi Karaliyadde Bandara, dont la fille était mariée à Dom João Dharmapala. En 1582, Rajasinghe a vaincu l'armée de Kandy à Balana, avec l'aide d'un chef kandyan, Virasundara Mudiyanse de Peradeniya. Le roi de Kandy s'est enfui à Trinquemalay sous la protection des Portugais avec la reine, leur fils, leur fille de quelques mois Kusumasana Devi et leur neveu Yamasinghe Bandara (en).
Le roi, la reine et leur fils sont rapidement morts de la variole, après avoir confié leur fille et leur neveu Yamasinghe Bandara aux Portugais. Le roi avait nommé celui-ci héritier du trône de Kandy, à condition qu'il épouse Kusumasana Devi quand elle en aurait l'âge. Yamasinghe Bandara a été baptisé Dom Filipe. Kusumasana Devi, baptisée Dona Catarina, a été élevée par des prêtres catholiques et selon les coutumes portugaises,.
Peu après sa conquête, Kandy s'est révoltée contre Sitawaka Rajasinghe sous Virasundara Mudiyanse, son vice-roi dans la région. Le roi a invité celui-ci à parlementer et l'a fait assassiner par traîtrise, avant d'écraser la révolte d'une main de fer. À la nouvelle de la mort de son père, le fils de Virasundara Mudiyanse, Konappu Bandara, s'est enfui à Colombo et est entré au service de Dom João Dharmapala. Il a été baptisé Dom João de Austria, est devenu un commandant des Lascarins et a épousé la sœur de Tammita Rala, qui lui a donné un fils. Il s'est illustré dans les combats contre Sitawaka Rajasinghe, particulièrement lors du siège de Colombo, obtenant bientôt le titre de Mudali (en).

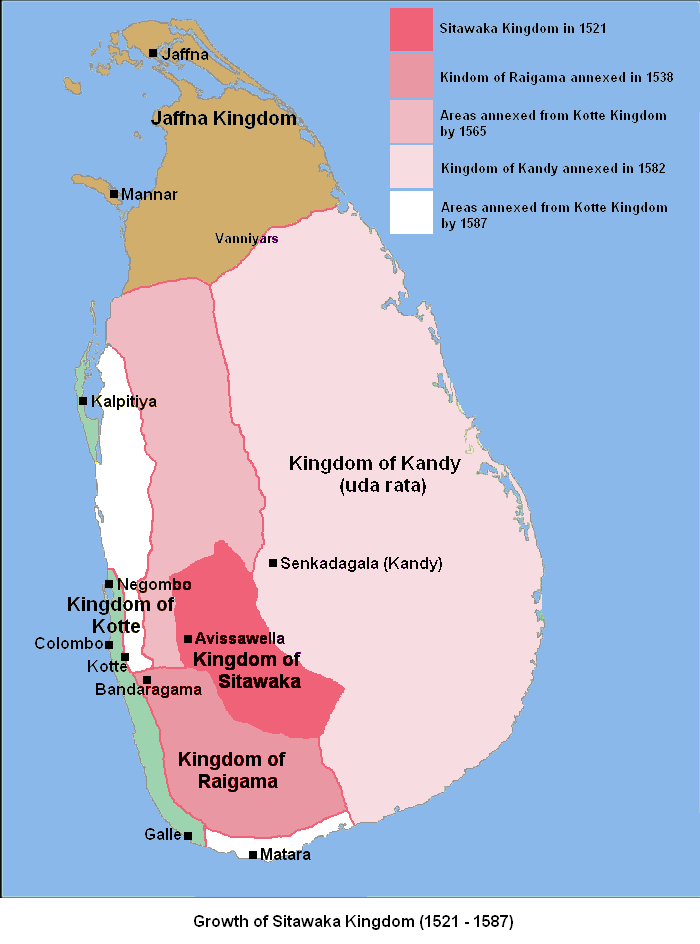
Expansion du royaume de Sitawaka de 1521 à 1587.

En 1588, Kandy s'est soulevée à nouveau, cette fois sous Dom Francisco Mudali, le petit-fils chrétien de Gampola Devi. Ils ont expulsé les représentants de Sitawaka Rajasinghe et envoyé un message à Dom Filipe (Yamasinghe Bandara, héritier légitime du trône de Kandy) pour lui demander de revenir. Dom Filipe est arrivé à Kandy en 1592 avec une armée de 400 Portugais commandés par le capitaine João de Melo et une troupe de Lascarins commandés par Dom João de Austria (Konappu Bandara).
Dom Filipe est mort quelques jours après son couronnement dans des circonstances suspectes, sans doute d'empoisonnement. Les Portugais ont accusé Dom João de Austria, qui en retour, avec les chefs locaux, a accusé les Portugais du meurtre. Bientôt Kandy s'est soulevée à nouveau et l'armée portugaise s'est repliée à Mannar, dans le Nord de l'île. Dom João de Austria est devenu roi de Kandy sous le nom de Vimaladharmasuriya I,.
En 1593, Sitawaka Rajasinghe a tenté de reprendre Kandy, mais son armée a été vaincue au col de Balana. Sur le chemin du retour, il est mort d'une blessure causée par un éclat de bambou. À sa mort, son général Mannamperuma Mohottila (un chef mercenaire vaduga (en) du nom d'Aditta Kee-Vendu Perumal qui s'était élevée par la faveur du roi) a déserté chez les Portugais et changé son nom en Jayavira Bandara Mudali. Avec son aide, les Portugais ont conquis Sitawaka en 1594. Au cours du pillage de la ville, Jayavira Bandara Mudali a rassemblé un grand trésor, qui l'a rendu riche et influent.
Le royaume de Jaffna ayant été soumis en 1591, après la chute de celui de Sitawaka, il ne restait plus aux Portugais qu'à abattre celui de Kandy pour terminer leur conquête du Sri Lanka. Bien que Vimaladharmasuriya régnât avec le soutien des habitants, il n'était qu'un usurpateur, fils d'un chef local, alors que la dernière héritière légitime, la princesse Dona Catarina, était aux mains des Portugais.

## Prélude

### Plan
La campagne a été organisée par Francisco da Silva, capitaine du fort de Colombo. Son plan prévoyait de prendre Kandy avec un corps expéditionnaire pour mettre sur le trône la princesse Dona Catarina, alors âgée de dix ou douze ans. Une fois installée à Kandy, elle devait régner sur le royaume comme vassale du roi du Portugal.
Pedro Lopes de Sousa, un fidalgo respecté de Trancoso, est arrivé à ce moment de Malacca pour faire de l'eau et des provisions à Colombo, avant de se rendre à Goa. Francisco da Silva l'a accueilli au fort et lui a expliqué son plan au cours de la conversation. Silva lui a aussi fait part de son désir de mener l'expédition, citant sa longue expérience des combats sur l'île. Il a prié Sousa d'aborder la question à Goa, afin d'obtenir des troupes supplémentaires et d'autres ressources pour l'expédition.
Sousa est arrivé à Goa quelques jours plus tard, et il y a soumis comme convenu le plan au conseil de la colonie. Celui-ci a accueilli cette proposition avec enthousiasme et approuvé à l'unanimité son exécution. Il a cependant pris trois décisions qui allaient avoir un impact décisif sur le résultat final. Premièrement, au lieu de désigner comme chef de l'expédition Francisco da Silva ou Pedro Homem Pereira, capitaine du donataire de Sri Lanka, qui étaient tous deux des vétérans des guerres contre les Cinghalais, le conseil en a confié la conduite à Sousa lui-même. Réticent à accepter cette mission, Sousa a fait deux requêtes pour un de ses neveux (dont le nom est inconnu) : que celui-ci soit nommé Capitaine du donataire à la place de Pereira, et qu'il reçoive la main de Dona Catarina. Le conseil lui a accordé ces deux requêtes, le mariage étant repoussé jusqu'à la conquête complète du Royaume. Il accorda en outre à Sousa le titre de Conquistador général, le premier de Ceylan, avec le titre administratif de Gouverneur et le rang de Capitán general.

### Préparation
Avant la fin avril 1594, un navire commandé par Dom Bernardo Coutinho est parti en avance de Goa avec des munitions et des provisions. Mais ce navire, vieux et mauvais à la mer, a été coulé dans une tempête dans le port de Colombo. Les Portugais ont réussi à débarquer les munitions, mais les autres provisions ont été perdues, limitant sévèrement leurs réserves au moment de la campagne (Matias de Albuquerque (en), vice-roi des Indes de 1591 à 1597, a plus tard été accusé de négligence et de manque de soutien à l'expédition, et tenu pour largement responsable de sa déroute finale).

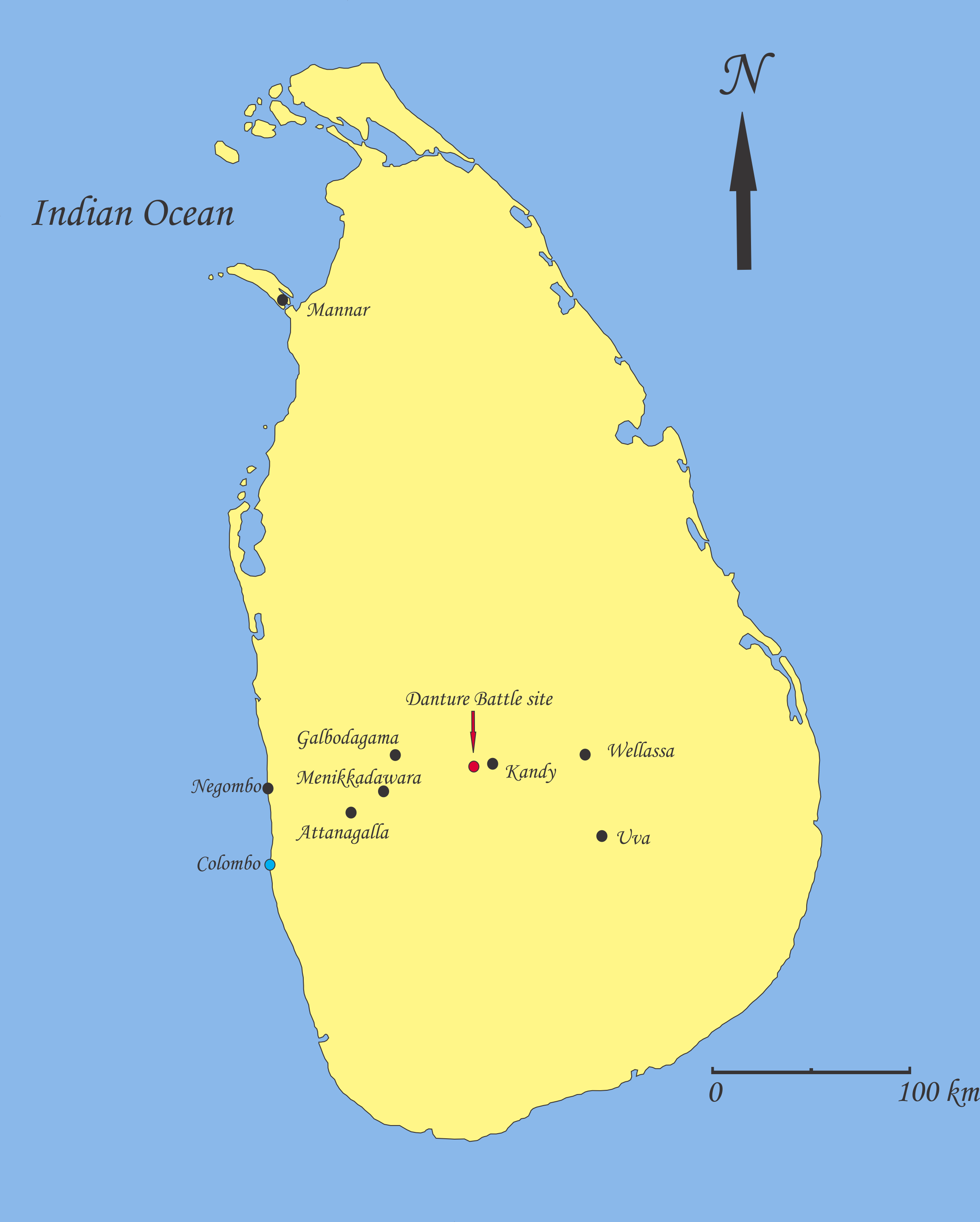
Site de la bataille de Danture et autres lieux importants de la campagne.

Une flotte de dix-huit navires de ligne et une galère a suivi, amenant Sousa avec six ou sept cents soldats portugais. Ils se trouvaient à Negombo lorsqu'ils ont rencontré la tempête qui avait coulé le premier navire. Ils ont été obligés d'y jeter l'ancre et de se rendre à Colombo par voie de terre. Au moment où Sousa est arrivé à Colombo, Francisco da Silva était parti à Mannar pour y prendre le commandement de la garnison. À sa place, il trouva Pedro Homem Pereira, qui refusa son assistance à l'expédition pour protester de ce que Sousa lui avait été préféré.
Sousa a rassemblé une force de huit cents soldats portugais, comprenant ceux qu'il avait amenés de Goa et une centaine prélevés sur la garnison de Sitawaka. Entretemps, Jayavira Bandara Mudali était arrivé à Colombo avec neuf mille Lascarins, revenant d'une campagne dans le Sud ; il lui offrit son assistance. Sousa décida alors, contre l'avis des soldats vétérans, de lancer l'expédition, sans se soucier de ses faibles provisions et de l'arrivée prochaine de la mousson,. Il envoya un message à Silva à Mannar, où se trouvait la princesse Dona Catarina, pour lui annoncer ses intentions. Silva rassembla deux cents Portugais et quatre cents Lascarins pour se joindre aux forces de Sousa. Au moment où ils s'apprêtaient à partir, la poutre en bambou du palanquin royal de Dona Catarina se brisa. La princesse considéra cela comme un mauvais présage et déclara : « … Wada, épargne-moi et ne me retire pas ceci, car cela annonce un grand malheur… » Francisco da Silva l'a rassurée et après avoir réparé le palanquin, ils sont partis pour la frontière du Royaume de Kandy, avec huit jours de retard.
En juin 1594, le Portugais et les Lascarins (maintenant au nombre de 15 000) ont quitté Sitawaka. Leur première étape a été Attanagalla (en). Après trois jours ils ont atteint Menikkadawara, où les pluies de mousson les ont immobilisés quatorze jours. Ils se sont ensuite avancés jusqu'à Galbodagama (où se trouve aujourd'hui la gare de Polgahawela (en)), en brûlant et en détruisant le territoire de Sept Korale (aujourd'hui le district de Kurunegala). Le prince de Sept Korale, jusqu'alors indécis, s'est converti au christianisme et a fait allégeance aux Portugais. Au départ du Korale, l'armée portugaise a campé près du col de Balana, le point d'entrée du royaume de Kandy, pour attendre la princesse et les troupes de Mannar. Une fois qu'elles ont été là, Sousa a avancé vers la passe.

## Forces en présence et terrain

### Armée portugaise
Les effectifs de l'armée portugaise se montaient à 20 000 hommes et 47 éléphants de guerre. Le Capitán general Pedro Lopes de Sousa était à sa tête, avec son neveu Capitaine du donataire. Ses mille soldats portugais en comprenaient 600 ou 700 de Goa, répartis en vingt compagnies, 100 de Sitawaka, 200 de Mannar, en six compagnies, et d'autres prélevés sur d'autres garnisons. Jayavira Bandara Mudali commandait 15 400 Lascarins, dont 15 000 de Sitawaka et Colombo et 400 de Mannar, avec un nombre inconnu de mercenaires Vaduga.
L'armée était accompagnée de coolies, de bœufs et d'éléphants de transport. Pour nourrir ces 20 000 hommes, les Portugais n'avaient qu'un mois de provisions, mais Sousa pensait ravitailler ses forces sur le pays, une fois qu'il aurait été conquis.

### Armée de Kandy
L'armée de Kandy était constituée de forces levées dans les cinq parties du royaume. Aucun liste d'effectifs n'a été conservée, ce qui empêche de déterminer sa force initiale, mais une estimation raisonnable de 10 000 hommes a été faite à partir des registres du trésor.

### Le terrain et le col de Balana

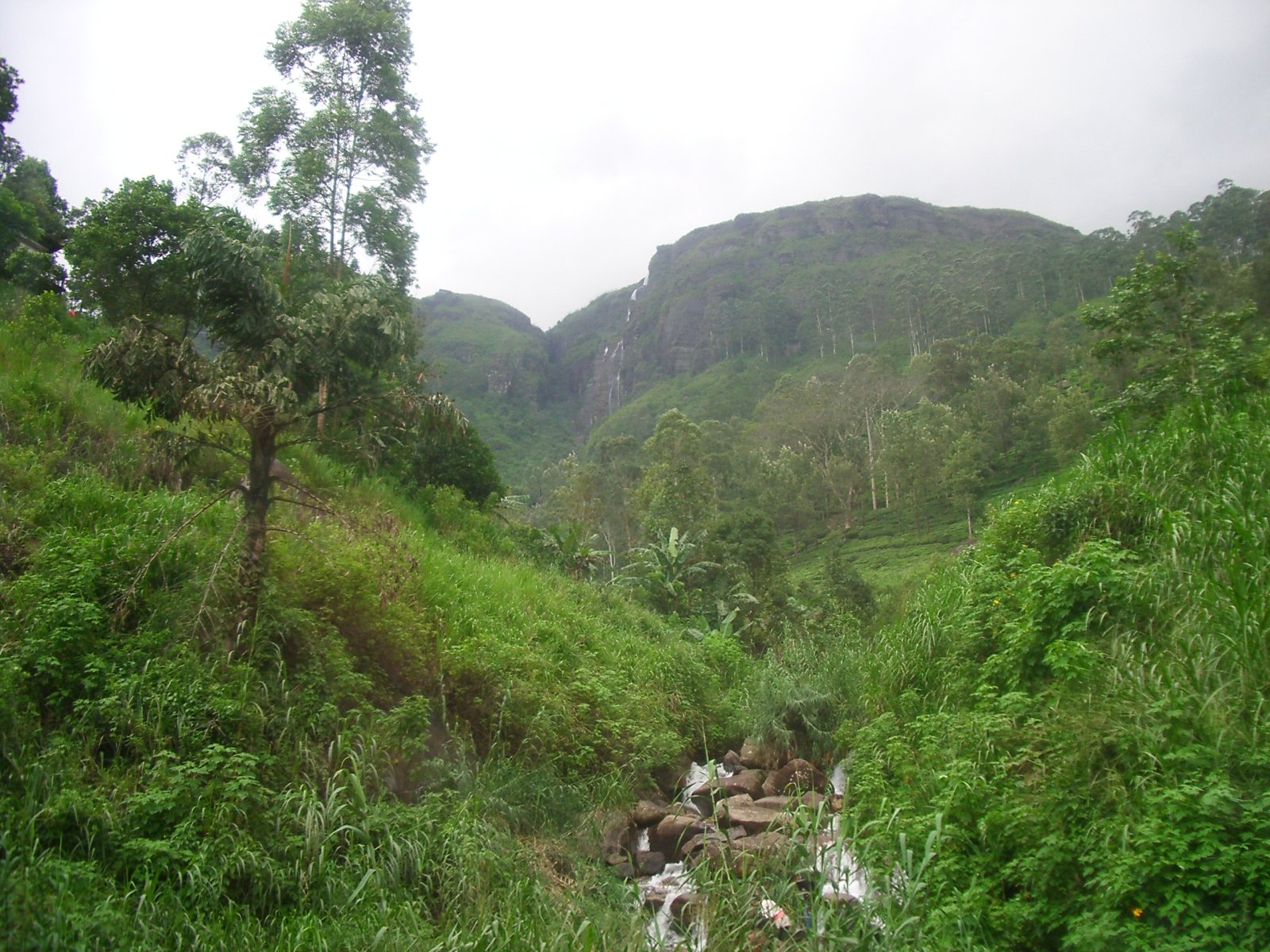
Paysage près de Kandy. Le royaume était principalement montagneux, couvert de forêts et sans route. Son climat était souvent froid, avec des pluies et des vents violents.

Le royaume de Kandy, formé de cinq divisions entourant sa capitale Kandy (aussi connue comme Senkadagalapura), était situé sur un plateau à 450 m au-dessus du niveau de la mer, et plus ou moins entouré d'une barrière montagneuse. Le seul accès au plateau central se faisait par des cols, dont le plus important était celui de Balana, le plus proche de Colombo, qui était surnommé « la porte du royaume de Kandy ». Il était escarpé et difficile à franchir et en temps de guerre les chemins habituels étaient barrés par des arbres abattus et des « défenses d'éléphants ». Les envahisseurs devaient souvent utiliser des échelles pour escalader les rochers. Les Kandyens, utilisant le terrain à leur avantage, avaient fortifié le col avec des arbres abattus et des palissades équipées de canons. Au col, une fortification servait en plus de poste de guet pour avertir de l'approche des ennemis (d'où le nom Balana, signifiant « guet »). Les sentinelles donnaient l'alerte en soufflant dans une conque ; ces alertes étaient relayées vers des collines à Diyakelinavella et Gannoruwa (en).
Le Royaume était principalement montagneux, couvert de forêts épaisses pleines de serpents et de sangsues. Le climat froid et humide augmentait les difficultés du terrain. Les envahisseurs étaient obligés de marcher en file indienne sur des sentiers étroits, étirant l'armée sur de longues distances. Les Kandyens ont souvent monté des embuscades sur ces sentiers, piégeant les colonnes ennemies en faisant tomber des arbres devant et derrière elles.

## Invasion

### Bataille du col de Balana

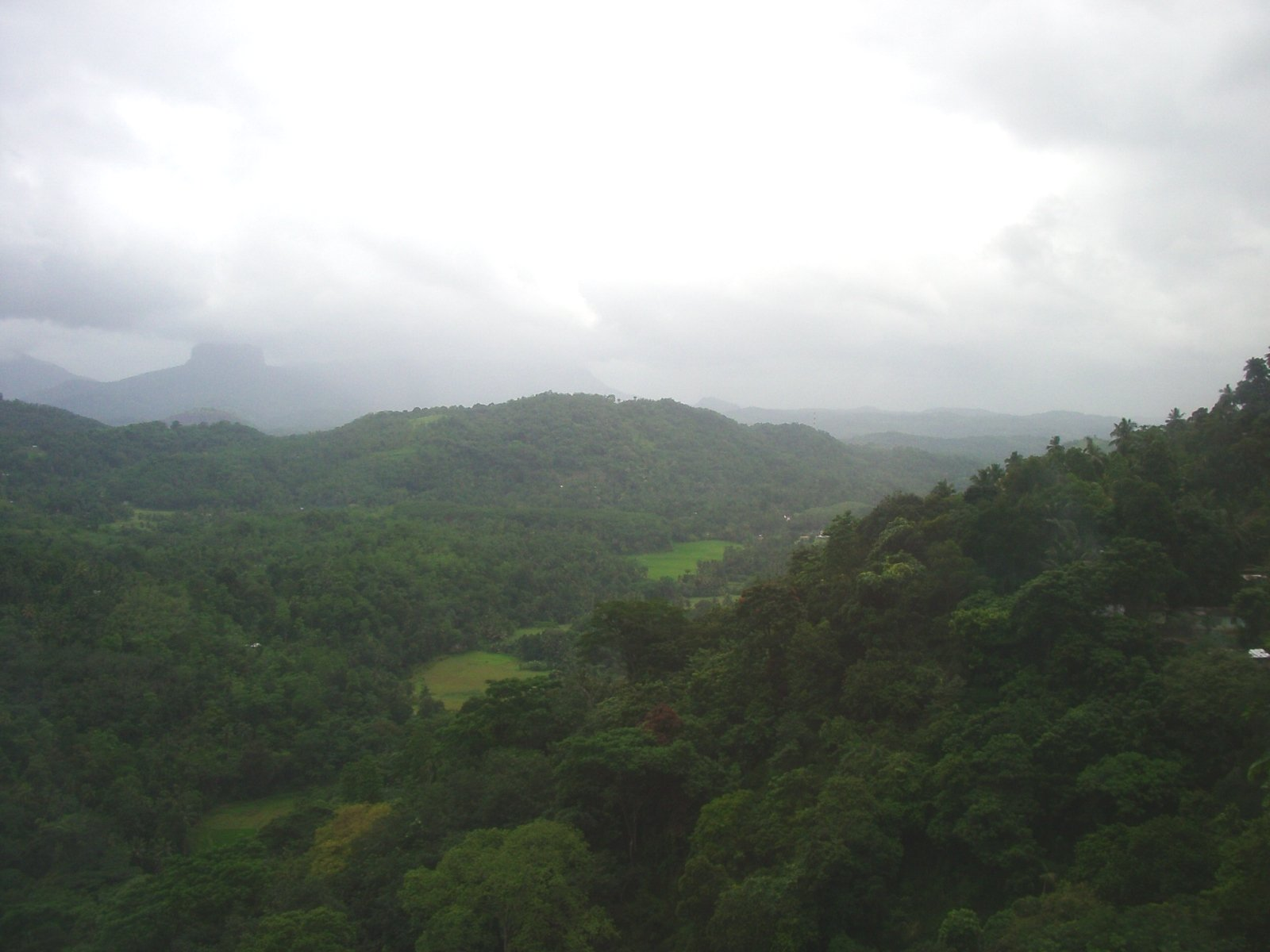
Vue depuis le col de Balana.

Le 5 juillet 1594, l'invasion portugaise commença par la bataille du col de Balana. Une force de Portugais et de Lascarins de l'avant-garde monta à l'assaut, commandée par les capitaines Rui Dias Pinheiro, Alexandre de Abreu et Assenco Fernandes. Rencontrant une forte résistance au premier niveau des fortifications, ils s'emparèrent des palissades au cri de « Santiago ». Dans ces combats furent tués Pinheiro, Fernandes, quinze autres soldats portugais et de nombreux Lascarins. Après avoir nettoyé les fortifications, les Portugais continuèrent l'ascension du col. À leur grande surprise, les troupes de Kandy ont commencé à se replier rapidement, abandonnant même des positions facilement défendables. Les vétérans s'en inquiétaient, mais Sousa interpréta cette retraite comme une preuve de faiblesse et pressa l'assaut
L'avant-garde portugaise a escaladé le col de Balana, s'emparant de palissades à chaque tournant. Bien que séparée du corps principal, elle a continué à avancer et est arrivée dans une zone relativement plate appelée le sentier de Danture. Au crépuscule elle a atteint Gannoruwa, où elle a passé la nuit sur la berge occidentale du Mahaveli — encore séparée du reste de l'armée, qui avançait moins vite pour avancer ses morts et à cause du train des équipages.
Le lendemain, le gros de l'armée a rejoint l'avant-garde et traversé à gué le Mahaveli à Gatambe. Elle est entrée à Kandy sans rencontrer de résistance, et elle a trouvé le palais royal abandonné et en partie brûlé. Le roi Vimaladharmasuriya s'était replié avec ses fidèles à Wellassa (dans l'actuelle province d'Uva), mais certains des chefs loyaux à la dynastie de Gampola étaient restés sur place,.

### Couronnement de Dona Catarina

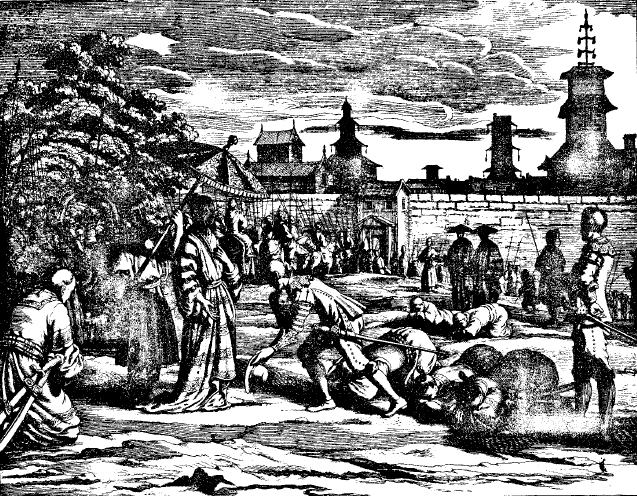
La princesse Dona Catarina accueillie à Kandy par Pedro Lopes de Sousa et des princes locaux (Description des pays des Indes orientales, par Philippe Baldée, 1672).

Sousa a rapidement organisé un raid, formé d'une centaine de Portugais commandés par Francisco da Silva et d'un grand nombre de Lascarins commandés par Jayavira Bandara : il les a envoyés à Wellassa et Uva pour capturer le roi. Il a aussi placé sur sa tête une prime de 10 000 pagodas (équivalente à 20 000 rixdales).
Pendant ce temps Dona Catarina est entrée à Kandy lors d'une grand procession. Sousa, accompagné de princes et de chefs locaux, l'a accueillie à la porte de la ville et l'a escortée jusqu'au palais. Des pièces d'or et d'argent ont été jetées dans les rues pour les habitants. Après trois jours elle a été couronnée Impératrice de Kandy lors d'une grande cérémonie rassemblant une nombreuse assemblée. Les hommes de Vimaladharmasuriya ont profité de ces festivités pour s'infiltrer en ville durant la nuit, déguisés en mendiants, et ils ont allumé des incendies un peu de tous les côtés. Ces incendies ont duré toute la nuit, sans que le Portugais réussissent à capturer leurs auteurs.
Craignant une révolte, Sousa avait décidé de tenir Dona Catarina sous bonne garde. Les habitants n'avaient pas le droit de lui rendre visite et devaient s'adresser aux Portugais pour les questions politiques. Des actes d'indiscipline et le harcèlement des civils par les soldats portugais ont encore compliqué les choses et dégradé les relations entre les habitants et les Portugais.
Bientôt les Kandyens se sont rendu compte que les Portugais n'étaient pas les libérateurs qu'ils prétendaient être. La rumeur que l'Impératrice allait épouser un Portugais en a convaincu d'autres de se rallier au roi Vimaladharmasuriya. Les Portugais ont progressivement perdu le soutien des chefs et de la population de Kandy.

### Projets pour le mariage de Dona Catarina
Francisco da Silva et Jayavira Bandara Mudali ont rencontré peu de résistance à Wellassa et Uva. Bien qu'ils n'aient pas réussi à capturer le roi Vimaladharmasuriya, ils se sont emparés de son oncle, le prince d'Uva. Celui-ci a été ramené à Kandy, où il a plus tard été exécuté, malgré les objections de Jayavira.
Pour une raison inconnue, Sousa a changé ses projets et offert la main de l'Impératrice au Capitaine Francisco da Silva, qui était considéré par ses hommes comme « le plus bel homme en Asie portugaise ». Mais il a refusé cet honneur et, avec l'autorisation de Sous, est reparti pour Mannar avec plusieurs soldats de sa compagnie (il est mort peu après dans un naufrage à Kaffraria (en) lors de son retour à Lisbonne).
Après le départ de Silva, Jayavira Bandara Mudali a demandé à Pedro Lopes de Sousa l'autorisation de laisser l'Impératrice épouser son beau-frère (selon Philippe Baldée, Jayavira avait fait cette demande pour lui-même). Mais Sousa a prudemment refusé cette proposition, déclarant qu'il ne pouvait donner son consentement sans obtenir d'abord celui de l'empereur. Il a également fait valoir que Jayavira n'était pas de naissance noble. Déçu, celui-ci a manifesté son mécontentement : « … vous qui n'êtes qu'un étranger avez avec mon aide accompli tous les plans de votre ambition et maintenant essayez de me fouler aux pieds… » Mais ils ont terminé leur conversation en bons termes, Sousa acceptant de considérer sa proposition de revenir à Colombo.

### Problèmes de logistique et guérilla
De plus en plus aidés par les habitants, les Kandyens ont empêché les caravanes d'approvisionnement portugaises d'atteindre la ville. Manquant de nourriture, les Portugais ont bientôt commencé à fouiller la campagne. Les Kandyens attaquaient souvent ces groupes et tuaient leurs retardataires. Pedro Lopes de Sousa décida donc d'organiser une grande razzia plutôt que de petits groupes de pillage et Jayavira Bandara le convainquit d'envoyer Luís Moro Mudali, avec 3 000 hommes, dans la principauté d'Uva.
Le quatrième jour de ce raid, les soldats d'Uva ont tendu une embuscade à cette colonne, qui a été anéantie. Luís Moro Mudali, capturé, a été exécuté sur l'ordre du roi Vimaladharmasuriya, à la grande tristesse de Sousa. Jayavira Bandara a demandé l'autorisation d'envahir Uva pour venger sa mort, mais Sousa a décidé de rester à Kandy. Comme Luís Moro Mudali était réputé plus dévoué aux Portugais que Jayavira, l'embuscade avait soulevé des soupçons de trahison de la part de celui-ci.
Encouragés par leur succès à Uva, les Kandyens sont devenus plus audacieux. Ils se sont infiltrés dans les collines, d'où ils faisaient entendre la nuit leurs cris de guerre pour démoraliser leurs ennemis. 150 Portugais commandés par Francisco de Brito et 300 Lascarins commandés par Pedro Afonso ont été envoyés pour les déloger. Partis sans guide local, ils se sont perdus et ont erré presque deux jours dans les collines. Le troisième jour, ils ont envoyé un détachement de Lascarins pour essayer de retrouver le chemin de leur camp. Les Lascarins ont surpris un groupe de Kandyens, qu'ils ont tué ; certains de ceux-ci ont été identifiés comme des domestiques de Jayavira Bandara Mudali.
Après plus ample inspection, ils ont trouvé un ensemble de mousquet incrustés, de velours et de bijoux, avec un message détaillant les forces de Brito et d'Afonso et demandant de les attaquer. Il décrivait également l'habitude du Capitán general d'aller se détendre dans une pagode, seulement accompagné de quelques gardes (Queiroz déclare qu'il y avait une promesse d'assassiner le général, mais selon Baldée cela aurait été ajouté par les Portugais pour justifier leurs actions ultérieures).
Ces éléments de preuves ont été secrètement rapportés au camp et présentés au conseil de guerre, qui a conclu qu'ils avaient été envoyés par Jayavira Bandara Mudali au roi de Kandy. Pedro Afonso Mudali a déclaré qu'il avait déjà intercepté des messages de même nature, supposés envoyés par Vimaladharmasuriya à Jayavira Bandara et lui promettant les royaumes de Sitawaka et de Kotte s'il se soulevait contre les Portugais. Un prêtre franciscain a en outre révélé la confession d'un mercenaire badaga apparenté à Jayavira au sujet d'une trahison imminente. Le conseil est resté divisé, mais Sousa a décidé d'attendre leur retour à Colombo pour mener l'enquête, car il aurait été dangereux d'arrêter Jayavira en cours de campagne.

### Fausse lettre et mort de Jayavira

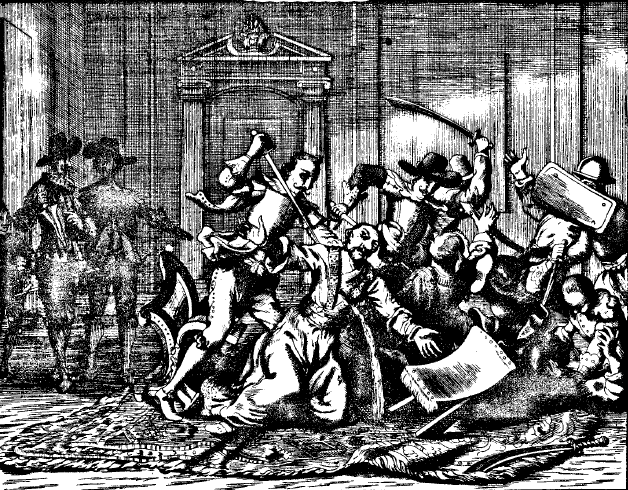
Les Portugais, commandés par António Barbosa, Francisco de Brito et Francisco Dalium tuent Jayavira Bandara, son beau-frère et ses gardes (gravure de 1672).

Pendant ce temps, le roi Vimaladharmasuriya avait conçu un plan pour diviser les Lascarins et les Portugais. La chronique locale du Rajavaliya et le Capitaine Ribeiro confirment tous deux son existence. Il impliquait une fausse lettre prétendument écrite par Jayavira Bandara Mudali au roi Vimaladharmasuriya. Cette lettre a été confiée par le roi à un de ses fidèles soigneusement choisi, auquel il a donné les instructions suivantes :

« … N'essaie pas de les éviter (les Portugais), mais dès que tu rencontres leurs éclaireurs, laisse-les te voir et fuis tout de suite dans la forêt, puis fait semblant de tomber, afin qu'ils puissent t'attraper et de conduire à leur général ; et montre-toi toujours anxieux de cacher ce ola (cette lettre) — c'est le seul objet de ta mission — de façon qu'elle puisse atteindre les mains de leur général … »

Cet agent a réussi sa mission et la lettre est tombée entre les mains du général. Elle contenait un message demandant au roi Vimaladharmasuriya d'attaquer Kandy la nuit suivante, lorsque les hommes de Jayavira Bandara auraient mis le feu à une partie du camp portugais. Elle indiquait aussi que Jayavira avait un groupe de mercenaires déguisé en yogis qui attaqueraient les Portugais pendant l'assaut. Sousa a mis ses hommes en alerte et ordonné des patrouilles supplémentaires, mais la nuit suivante, les Portugais ont attendu une attaque qui n'est jamais venue. Sousa a même déclaré avoir vu des signaux des Kandyens, comme ils étaient suggérés dans la lettre. Convaincu qu'elle était authentique, il s'est rendu au domicile de Jayavira pour l'accuser, accompagné de ses officiers. Jayavira a nié toutes ces allégations comme des fabrications de ses ennemis, mais a demandé à être gardé jusqu'à ce qu'une enquête puisse avoir lieu. Sousa était enclin à accepter, mais ses officiers D. Gastão Coutinho, António Barbosa le Draque, Francisco de Brito et Francisco Dalium ont considéré que c'était un moyen de temporiser pour pouvoir alerter ses hommes. Les trois derniers se sont rués sur lui avec des dagues et l'ont tué, ainsi que son beau-frère et ses gardes.
D'autres soldats portugais ont rejoint l'émeute et une cinquantaine de mercenaires badagas ont été tués durant la nuit. La maison de Jayavira a été pillée et les Portugais y ont découvert 14 paras (environ 9 boisseaux) de pièces d'or et de gemmes, avec des lettres indiquant les cachettes d'autres trésors. Ils ont été mis sous clé par ordre du général ; parmi eux se trouvait la fameuse « Pierre du laveur » (cette pierre aurait été offerte au roi Sitawaka Rajasinghe par Mutukon Sinha Vidane Henaya, de la caste des laveurs ; si l'on en croit un manuscrit non-daté du monastère de Sabaragamu Saman, elle avait la taille d'un concombre sauvage ou kekiri).

## Retraite

### Désertions de masse
La nouvelle du meurtre de Jayavira est vite arrivée au camp des Lascarins. Le cri « Rajadore Jayavire marapue! » (« On a tué le roi Jayavira ! ») a retenti dans toutes les directions et beaucoup de Lascarins se sont enfuis dans la panique pour rejoindre les Kandyens, en même temps que les mercenaires badagas survivants. À l'aube du lendemain, la plupart des Lascarins avaient déserté, sauf ceux de Colombo et de Mannar.
La gravité de la situation portugaise était évidente. Même les officiers qui avaient demandé la mort de Jayavira blâmaient maintenant Sousa pour ne pas l'avoir arrêté pour le renvoyer à Colombo. Le capitaine général nomma à la tête des Lascarins restant, moins d'un millier, Panikki Mudali, un commandant du royaume de Sitawaka qui avait fait deux fois défection en faveur des Portugais lors de la campagne dans les basses-terres.
Pour ajouter à leurs problèmes, les Portugais étaient à court d'approvisionnement. Avec la ville en rébellion, plus personne ne voulait les aider. Bien qu'ils aient pu envoyer un message à Colombo, Pedro Homem Pereira n'avait pas assez de soldats pour escorter une caravane de secours, même s'il avait souhaité le faire. Goa était bien trop loin : avec les provisions dont ils disposaient, ils ne pouvaient plus se maintenir à Kandy jusqu'à l'arrivée de l'aide.
Pour s'assurer de la fidélité des Lascarins restant, Sousa les a fait payer sur-le-champ, puis à nouveau le 4 octobre. Mais après avoir reçu ce salaire, ils ont tous désertés, sauf trois cents. Désormais incapable de tenir la ville, Sousa a alors décidé de se replier dans les fortifications de Balana, pour y attendre les renforts qui devant arriver de Colombo ou de Goa.

### L'embuscade d'Halloluwa

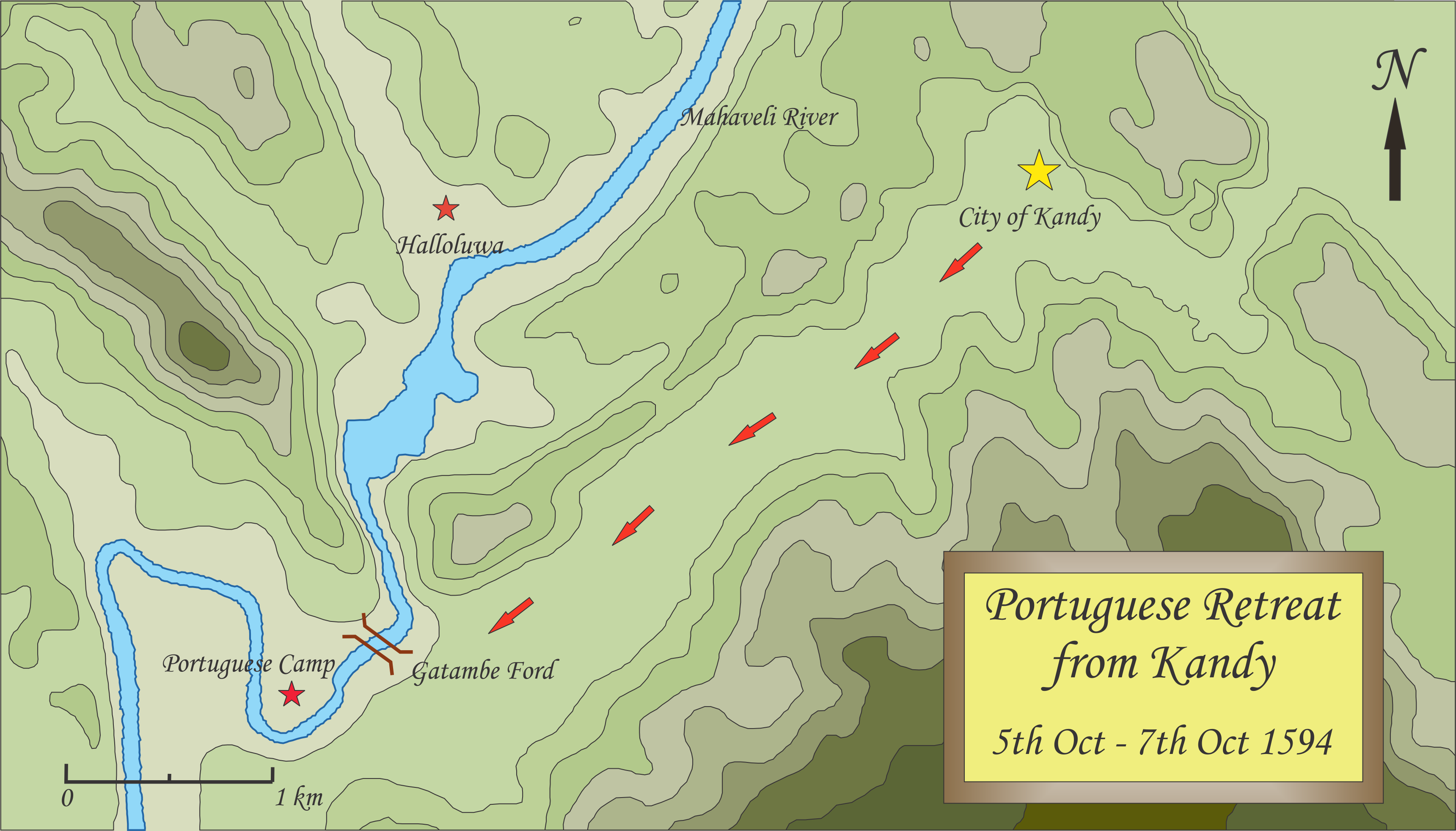
Trajet de la retraite portugaise du 5 octobre 1594 (flèches rouges). Le village d'Halloluwa se trouve à quelques kilomètres au nord du camp portugais, sur la rive ouest du Mahaveli.

Le 5 octobre 1594, les Portugais et l'Impératrice ont quitté Kandy en direction du col de Balana. Leurs dernières provisions, leurs munitions et le trésor de Jayavira ont été chargés sur des éléphants. Le premier jour a été sans histoire : ils ont traversé le Mahaveli à gué à Gatambe et ont dressé leur camp à Gannoruwa (en). Le lendemain, pour une raison inconnue, ils sont restés sur place,.
Le 7 octobre, la nourriture a manqué. Dans une dernière tentative pour se ravitailler avant de rejoindre Balana, ils ont lancé un raid contre le village d'Halloluwa, quelques kilomètres plus au nord sur la berge occidentale du Mahaveli. Ce raid était constitué de 150 soldats portugais commandés par António Barbosa le Draque, Francisco Correia et Álvaro de Sousa, avec les 300 Lascarins de Pedro Afonso Mudali et Miguel Monteiro Mudali.
Ils ont attaqué le village et se sont emparés d'une grande quantité de riz. Mais ils ont aussi perdu du temps à le piller et à incendier les maisons et les temples. Cela a permis aux Kandyens, au nombre d'environ 7 000, de leur tendre une embuscade en faisant tomber des arbres sur le chemin du retour. Les Portugais, épuisés, ont dû se frayer un chemin pas à pas dans la forêt. Ils ont tous été tués, sauf le Capitaine Álvaro de Souza et quelques Lascarins qui ont réussi à rejoindre leur camp,.

### Bataille de Danture

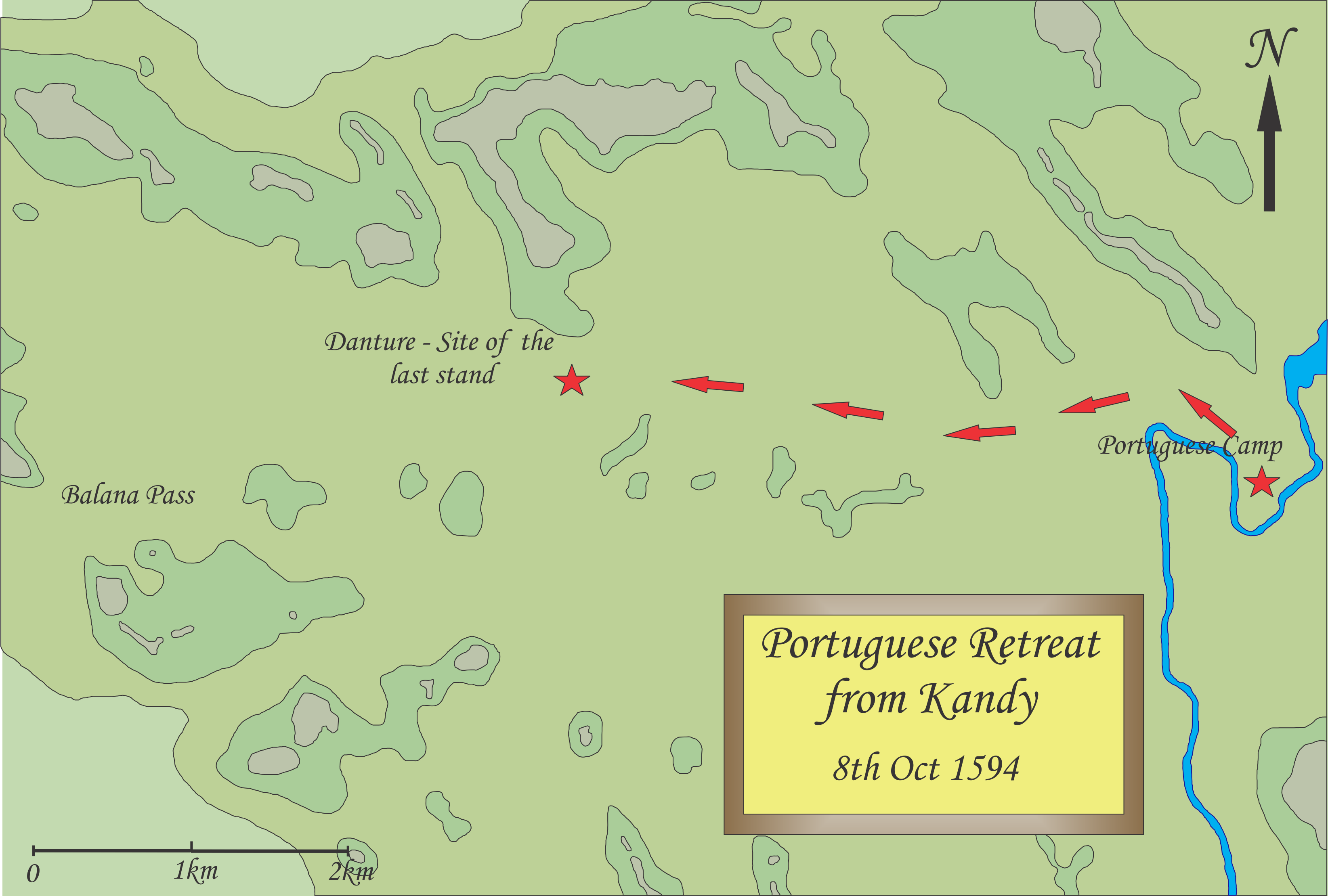
Trajet de la retraite portugaise du 8 octobre 1594 (flèches rouges). Elle s'est achevée au sommet d'une colline à Danture.

À l'aube du 8 octobre, après avoir reçu les sacrements de la confession et de la communion, les Portugais se sont préparés pour la retraite. Au nombre de 368, avec quelques Lascarins, ils ont formé trois colonnes égales. D. Gastão Coutinho menait l'avant-garde. Dans la deuxième colonne se trouvait l'Impératrice Dona Catarina sur un éléphant et le fils encore enfant du général, Diogo Lopes de Sousa. D'autres éléphants transportaient les munitions et le trésor de Jayavira Bandara. L'arrière-garde était commandée par Pedro Lopes de Sousa lui-même. Celui-ci a fait un discours pour remonter le moral de ses hommes, faisant appel à leur loyauté et à leur honneur. Puis, après avoir salué le crucifix tenu par le père jésuite António Esquipano, ils se sont mis en route vers les fortifications de Balana.
Renforcée par les Lascarins déserteurs et des hommes de toutes les parties du royaume, l'armée de Vimaladharmasuriya Ier comptait maintenant entre dix et vingt mille soldats. Il a envoyé quelques hommes couper les arbres pour bloquer l'étroit sentier de Danture, ainsi qu'une armée commandée par Ekanayake Mudali pour occuper le col de Balana avant les Portugais,. Déterminé à éviter un engagement à découvert, il a attendu que les colonnes portugaises aient quitté la plaine de Gannoruwa et ne les a attaquées qu'une fois engagées dans le sentier de Danture,.
À sept heures du matin, les Kandyens se sont dévoilés, couvrant les pentes des deux côtés du sentier de Danture. Ils ont attendu que les Portugais arrivent à leur portée pour les cribler de projectiles de mousquets, de Jingal (en) et de flèches. Le choc a surtout porté sur l'avant-garde : son commandant D. Gastão Coutinho et plusieurs officiers dont Simão Pereira et Francisco de Brito ont été tués. Cette attaque a ralenti la retraite et les colonnes ont fait halte. Dissimulés dans la forêt, les Kandyens pouvaient tirer sur les Portugais sans se montrer. Ces derniers ont donc décidé de charger vers l'avant pour s'ouvrir un passage.
Cette charge a réussi et les Kandyens ont été dispersés, permettant aux colonnes de reprendre leur retraite. Le combat s'est bientôt transformé en une avance par à-coups. Les Portugais chargeaient pour disperser les Kandyens et profitaient de ce répit pour reprendre leur marche, jusqu'à ce que leurs ennemis reviennent les cribler de projectiles. Bien que lente et coûteuse en vies humaines, cette tactique leur a permis d'arriver à mi-chemin de Balana et presque à Danture,. Cependant leurs colonnes étaient de plus en plus désorganisées, réduisant leur formation à une longue ligne.

### Dernier combat
Les Kandyens ont ensuite concentré leurs attaques sur la deuxième colonne. Ils ont été repoussés après de durs combats, mais cette colonne a été retardée et s'est trouvée séparée de l'avant-garde, qui continuait à progresser en combattant. Dans la confusion, les éléphants transportant Dona Catarina et les munitions ont quitté la colonne et se sont égarés dans la forêt. L'avant-garde, maintenant privée de guides, s'est trompée de chemin et enfoncée dans un marécage, où elle a été encerclée et détruite par les Kandyens. La deuxième colonne qui la suivait a résisté trois heures, mais elle a été finalement anéantie après la mort de ses officiers Henrique Pinto et Diogo Borges.
Seule l'arrière-garde de Pedro Lopes de Sousa avait échappé à la destruction. Le capitaine général lui a fait contourner le marais et escalader une pente pour occuper le sommet d'une colline. Comme les munitions avaient été perdues avec les éléphants, ils ont bientôt été à court de poudre et ont continué à se battre avec des piques jusqu'à la nuit tombante, lorsque l'obscurité a mis un terme aux combats.

### Reddition
Il ne restait plus que 93 Portugais, presque tous blessés. Sousa lui-même avait deux blessures graves et six légères. Ils avaient combattu sans interruption depuis le matin du 7 octobre. Épuisés et démoralisés, ils se sont rendus le matin du 9 octobre 1594. Pendant ce temps, les hommes d'Ekanayake Mudali avaient retrouvé l'éléphant de l'Impératrice Dona Catarina. Elle et le jeune fils de Sousa ont été conduits auprès du roi Vimaladharmasuriya, qui leur a offert sa protection.
Contrairement à la conduite habituelle de troupes cinghalaises après les combats, les soldats portugais ont été torturés et mutilés. Les sources portugaises et locales fournissent toutes deux des détails saisissants sur les brutalités infligées aux prisonniers. On leur a coupé le nez, les oreilles et parfois les parties intimes. Le capitaine général et les chapelains eux-mêmes en ont été victimes. Ce manquement aux idéaux militaires traditionnels n'a pas été entièrement expliqué. « Comme vengeance pour les atrocités des Portugais, », « comme avertissement pour les autres » et « simplement par fureur et pour les humilier » sont quelques-unes des raisons données par les différentes sources.
À la requête de Dona Catarina, le capitaine général a été soigné et bien traité par le roi Vimaladharmasuriya. Mais trois jours plus tard il est mort de ses blessures, après avoir confié son enfant au roi (Diogo Lopes a été renvoyé à Colombo trois ans plus tard, selon la promesse du roi.) Il y avait cinq officiers portugais parmi les prisonniers : Francisco Pereira Deca, les frères Vicente et Luís Sobrinho, Filipe Toscano et Rui Deca. Les deux derniers ont été exécutés durant leur captivité. Parmi les prêtres capturés — trois franciscains et un jésuite – deux ont été relâchés plus tard. Les membres d'un autre groupe de prisonniers ont été aveuglés, en laissant seulement un œil pour cinq hommes, et renvoyés Colombo en se tenant par la main. Le reste a été obligé à construire des fortifications, qui ont servi lors de la campagne de Balana en 1602-1603.
Tous ceux qui avaient combattu avec les Portugais n'ont pas été maltraités. Manuel Dias, l'homme de Sousa, est entré au service du roi Vimaladharmasuriya. Il a été un agent double des Kandyens (notamment lors d'une tentative d'assassinat de Vimaladharmasuriya en 1602) et s'est élevé jusqu'au rang de Maha Mudali,,.

## Pertes
À l'exception de la poignée qui s'est échappée ou est repartie à Mannar avec Francisco da Silva, les mille soldats portugais ont tous été tués ou faits prisonniers. Six prêtres franciscains ont aussi été tués au combat, dont Fr. Simão de Liz et Fr. Manuel Pereira au cours de la dernière bataille. On ne connaît que trois soldats à s'être échappés durant la bataille de Danture.
Francisco Correia, prisonnier, a réussi à s'échapper à travers la forêt avec quelques Lascarins de Colombo. Pedro Veloso, natif d'Amarante, blessé et laissé pour mort avec le nez coupé, a été découvert par son ami Domingos Carvalho, originaire de Vila Real, qui l'a porté sur son dos jusqu'en territoire ami. Domingos a été promu Capitaine et est devenu plus tard Dissawe (un titre administratif) de Matara. Pedro Veloso est devenu le premier officier nommé par le roi du Portugal au nouveau fort construit à Galle, Santa Cruz de Gale
Le nombre exact des pertes des Lascarins et des Kandyens n'est pas connu. Bien que Fernão de Queiroz estime que les Kandyens ont perdu 5 000 hommes (5 % de la totalité de la population de Kandy) durant le seul combat du 8 octobre, les sources secondaires rejettent ce chiffre comme exagéré. La préférence des Kandyens pour les combats à distance, depuis des positions dissimulées, ainsi que leur réticence à s'engager dans des mêlées sans certitude de victoire limitaient leurs pertes, comme celles qu'ils pouvaient infliger.

## Conséquences
Peu après la bataille, le roi Vimaladharmasuriya Ier a épousé Dona Catarina de Kandy au cours d'une fête de 110 jours. Il a distribué des terres, des postes et des titres aux combattants qui s'étaient particulièrement distingués. Il a commencé à renforcer le col de Balana avec trois nouveaux forts, qui ont prouvé leur efficacité durant la campagne de Balana en 1602.
Après la destruction de leur corps expéditionnaire, les basses-terres se sont soulevées contre les Portugais. L'arrivée de Dom Jerónimo de Azevedo avec des renforts a évité un désastre ; la rébellion a finalement été vaincue en 1596.

### Conséquences politiques
Avant la campagne de Danture, le royaume de Kandy était un état politiquement instable, dirigé par un usurpateur à la puissance militaire insignifiante. Après la bataille et son mariage avec Dona Catarina, Vimaladharmasuriya a assuré sa place sur le trône, marquant le début d'une nouvelle dynastie. Le Royaume est resté indépendant jusqu'en 1815, résistant successivement aux attaques portugaises, néerlandaises et britanniques.

### Conséquences militaires
Les tactiques employées lors de cette campagne ont servi de modèle aux Kandyens pour leurs succès futurs contre les trois puissances européennes ayant tenté de conquérir l'île. Ils ont saisi une grosse quantité d'armes portugaises et le trésor de Jayavira, ce qui a renforcé à la fois leur arsenal et leurs finances.
C'était la première fois qu'une armée portugaise était complètement détruite au Sri Lanka. Les Portugais étaient décidés à se venger et en 1602, après des années de préparation, une autre armée allait tenter d'envahir Kandy, sous Dom Jerónimo de Azevedo. Mais elle serait vaincue à Balana, conduisant à une retraite désespérée connue sous le nom de Famosa Retirada.